# Мотыжин
Моты́жин (укр. Мотижин) — село, входит в Бучанский район Киевской области Украины.
Население по переписи 2001 года составляло 1209 человек. Почтовый индекс — 08060. Телефонный код — 4578. Занимает площадь 4,43 км². Код КОАТУУ — 3222784801.

## История
По мнению М. П. Кучеры, Мотыжин является летописным городом Мутижиром в Киевском княжестве, упомянутым под 1162 годом. В западной части села на невысоком возвышении у истоков реки Бучи находится городище. Поселение было окружено валом высотой 5 м, сохранившимся с юга и запада, а также рвом. Культурный слой содержит отложения XI—XIII веков и более позднего времени.
В ходе российского вторжения 2022 года российские военные убивали местных жителей. Так, были убиты староста села и её семья — муж и сын. Находясь под оккупацией, местные жители использовали дорогу в соседнее село Ясногородка для эвакуации. На семикилометровой дороге были найдены тела 37 погибших.

## Местный совет
После реформы 2020 образован Мотыжинский старостинский округ Макаровский поселковой общины.